# Моят чичо
„Моят чичо“ (на френски: Mon Oncle) е френски филм от 1958 година, сатирична комедия на режисьора Жак Тати по негов сценарий в съавторство с Жак Лагранж и Жан Л'От.

## Сюжет
В центъра на сюжета е господин Юло, повтарящ се герой във филмите на Тати, чиито навици на стар ерген от традиционен парижки квартал се сблъскват със свръхмодерния живот на семейството на неговата сестра, домакиня на средна възраст от горната средна класа. Главните роли се изпълняват от Жак Тати, Жан-Пиер Зола, Адриен Серванти, Ален Бекур.

## В ролите
| Изпълнител          | Роля                      |
| ------------------- | ------------------------- |
| Жак Тати            | Господин Юло              |
| Жан-Пиер Зола       | Господин Арпел            |
| Адриен Серванти     | Кадам Арпел               |
| Ален Бекур          | Жерар Арпел               |
| Люсиен Фрегис       | Господин Ришар            |
| Бети Шнайдер        | Бети, дъщерята на хазяина |
| Жан-Франсоа Мартиал | Уолтър                    |
| Доминик Мари        | Съседката                 |
| Ивон Арно           | Джорджета, прислужницата  |
| Аделаида Даниели    | Мадам Пикард              |

## Награди и номинации
„Моят чичо“ получава награда „Оскар“ за чуждоезичен филм и е номиниран за „Златна палма“.